# حيد نقد الرهيف (الحد)

تعديل مصدري - تعديل

حيد نقد الرهيف هي إحدى قرى عزلة الحد بمديرية الحد التابعة لمحافظة لحج، بلغ تعداد سكانها 88 نسمة حسب تعداد اليمن لعام 2004.